# District de Nosy Varika
Le district de Nosy Varika est un district de la région de Vatovavy, situé dans l'est de Madagascar.